# Juan Gutiérrez Acosta
Juan Guillermo Gutiérrez Acosta (Santiago, Región Metropolitana, Chile, 21 de junio de 1964) es un exfutbolista chileno que jugaba en la posición de Delantero, militó en clubes de Chile y México, y fue campeón de Primera División con Colo-Colo en 1983 y 1986.

## Trayectoria
Juan Gutiérrez se inició en las divisiones inferiores de Colo-Colo en 1977, club en el que debuta como profesional el año 1983. Con el cuadro Albo logra los títulos del Torneo Nacional 1983 y 1986, y los títulos de Copa Chile 1985 y 1988. Participó con los Albós en Copa Libertadores los años 1985, 1987 y 1988.
Después de dejar Colo-Colo siguió su carrera en Unión Española en 1989, para luego jugar en el Atlético Morelia de México durante tres temporadas. De vuelta en Chile jugó en Coquimbo Unido y se retiró del fútbol profesional en Audax Italiano a los 30 años en 1994.
Luego de estudiar educación física en la Universidad de Chile se desempeñó como director de las ramas de fútbol de la Universidad Diego Portales y del colegio Alianza Francesa.
En 2002, vuelve a Colo-Colo y asume como jefe técnico de las series menores hasta 2008 cuando fue despedido del club. Entre 2009 y 2009 se desempeñó en el cargo de jefe de las divisiones inferiores del club Santiago Wanderers y luego ocupó el mismo cargo en Universidad de Chile hasta el año 2012.
En 2012 asume como nuevo director deportivo de Colo-Colo, cargo que ocuparía hasta 2015. Desde 2018 asumió como Director técnico de la selección de fútbol de la Universidad de Santiago de Chile hasta 2022.

## Clubes
| Club           | País   | Año       |
| -------------- | ------ | --------- |
| Colo-Colo      | Chile  | 1977-1988 |
| Unión Española | Chile  | 1989-1990 |
| Morelia        | México | 1990-1992 |
| Coquimbo Unido | Chile  | 1993      |
| Audax Italiano | Chile  | 1994      |

## Palmarés
| Título           | Club      | País  | Año  |
| ---------------- | --------- | ----- | ---- |
| Primera División | Colo-Colo | Chile | 1983 |
| Copa Chile       | Colo-Colo | Chile | 1985 |
| Primera División | Colo-Colo | Chile | 1986 |
| Copa Chile       | Colo-Colo | Chile | 1988 |